# A.D.D.a
〈A.D.D.a〉(A.D.D.A, 아따)는 대한민국의 싱어송라이터 신해철의 여섯 번째 솔로 앨범 수록곡으로, 2014년 6월 17일에 공개되었다.

## 배경
2014년 4월 16일, N.EX.T의 2008년 6집 정규 EP 앨범 《666 Trilogy Part I》 이후 6년간 정규앨범 발매가 없었던 신해철이 2014년 상반기에 컴백한다는 소식이 보도되었다. 신보는 여섯 번째 솔로앨범이며 타이틀은 《Reboot Myself》, 그 중 첫 번째 파트로 알려졌다.
6월 16일에는 신해철이 본인의 트위터에 다음날 신곡이 공개될 것이라는 메시지를 남겼고, 17일에 신보의 첫 싱글인 〈A.D.D.a〉를 공개했다. 이 곡은 원맨 아카펠라 곡으로 1000개 이상의 녹음 트랙을 제작하고 보컬을 여러 번 입힌 방식으로 제작한 곡이다. 신해철은 원맨 아카펠라를 연습하기 위해 일렉트릭 라이트 오케스트라의 곡 〈Last Train to London〉을 재료로 삼아 데모를 만들기도 했으며, 목소리가 실제 악기만큼 댐핑이 나오는지 비교해보기 위해 듀란 듀란의 곡을 커버하기도 했다.
6월 20일에는 신보 발매공연 및 파티를 개최했고, 이 공연에서 그는 6집의 전곡을 들어본 서태지가 〈A.D.D.a〉를 타이틀로 골랐다고 밝히기도 했다.

## 뮤직비디오
30초 분량의 〈A.D.D.a〉 뮤직비디오 티저는 선공개와 같은 2014년 6월 17일에 공개되었고, 풀 버전은 6월 19일에 공개되었다. 곡의 구성이 신해철 1인 아카펠라이므로, 뮤직비디오에서도 여러명의 신해철이 굉장히 많이 등장한다. 과거 그와 음악작업을 함께 하기도 했던 동료 음악인인 남궁연과 싸이는 각각 트위터에 짤막한 메시지와 함께 뮤직비디오 링크를 게재하기도 했다.

## 수록곡
| #            | 제목         | 작사·작곡    | 편곡         | 재생 시간 |
| ------------ | ------------ | ------------ | ------------ | --------- |
| 1.           | 〈A.D.D.a〉  | 신해철       | 신해철       | 3:46      |
| 총 재생 시간 | 총 재생 시간 | 총 재생 시간 | 총 재생 시간 | 3:46      |

## 참여
이 목록은 《Reboot Myself》 앨범의 부클릿에서 발췌하였다.
- 신해철 - 프로듀서, 보컬, 아카펠라, 녹음, 믹싱

### 내용주
1. ↑  신해철의 트위터나 배급사의 곡 제목 표기 모두 'A.D.D.a', 'A.D.D.A'를 사용했다.

### 참조주
1. ↑  박정선 (2014년 4월 16일). “신해철 측 “넥스트로 상반기 앨범 발매, 구성원 추후 발표””. MBN.
2. ↑  권석정 (2014년 6월 17일). “신해철 신곡 ‘아따’는 원맨 아카펠라”. 아시아10.
3. ↑  김예나 (2014년 6월 17일). “신해철 ‘A.D.D.a’, 철없는 마왕의 정체불명 실험”. TV리포트.
4. ↑  강수진 (2014년 6월 17일). “신해철, ‘이 노래를 혼자 만든 게 맞아?’ 파격과 실험의 결과물”. 스포츠경향.
5. 1 2  권석정 (2014년 6월 23일). “‘돌아온 마왕’ 신해철에게 궁금한 것 “그냥 안부 전합니다 잘 살고 있어요””. 텐아시아. 2014년 7월 14일에 원본 문서에서 보존된 문서. 2014년 6월 26일에 확인함.
6. ↑  김예나 (2014년 5월 30일). “신해철, 정규 6집 6월 23일 발매확정…19금 파티 개최”. TV리포트.
7. ↑  최현정 (2014년 5월 30일). “신해철, 팬들 위한 화끈한 19금 파티 개최 ‘컴백 신고식’”. 파이낸셜뉴스.
8. ↑  최준용 (2014년 6월 19일). “베일벗은 신해철 MV 보니 엽기&전율 ‘아카펠라 진수’”. MBN.
9. ↑  A.D.D.a 뮤직비디오
10. ↑  전원 (2014년 6월 20일). “싸이도 극찬한 신해철 '아따' 뮤비…장인정신 엿보여”. 마이데일리.
11. ↑  콘텐트팀 (2014년 6월 19일). ““신해철. 대다나다” 남궁연의 신곡 극찬”. 일간스포츠.[깨진 링크(과거 내용 찾기)]
12. ↑  《Reboot Myself EP》 라이너 노츠